# Frank Hübner
Frank Hübner   (Lüdenscheid, 16 d'octubre de 1950) és un regatista alemany, ja retirat, que va competir sota bandera de la República Federal Alemanya durant les dècades de 1960 i 1970.
Hübner s'inicià en diferents tipus de bots, com el pirate, el corsari o finn, per a partir de 1972 centrar-se en la classe 470 i guanyar la plata i bronze del Campionat d'Europa de vela de 1973 i 1975 respectivament.
El 1976 va prendre part en els Jocs Olímpics de Mont-real, on va guanyar la medalla d'or en la categoria de Classe 470 del programa de vela. Va compartir vaixell amb Harro Bode.